# Vibrissina vaciva
Vibrissina vaciva là một loài ruồi trong họ Tachinidae.